# La Celle-en-Morvan
La Celle-en-Morvan település Franciaországban, Saône-et-Loire megyében. Lakosainak száma 461 fő (2022. január 1.). La Celle-en-Morvan Sommant, La Grande-Verrière, Monthelon, La Petite-Verrière, Roussillon-en-Morvan és Tavernay községekkel határos.

## Népesség
A település népességének változása:
| Lakosok száma | 484  | 490  | 492  | 481  | 475  | 476  | 474  | 471  | 461  |
|               | 2013 | 2015 | 2016 | 2017 | 2018 | 2019 | 2020 | 2021 | 2022 |